# Катафийон (Козани)
Катафи́йон (греч. Καταφύγιον) — село в Греции. Административно относится к общине Велвендос в периферийной единице Козани в периферии Западная Македония. Расположено на высоте 1400 м над уровнем моря, на склоне гор Пиерия, у водохранилища Полифитон на реке Альякмон, к востоку от города Велвендос, в 55 км от Козани. Площадь 43,908 км². Население 28 человек по переписи 2011 года.
Название образовано от καταφύγιο — «убежище, пристанище».

## Население
| Год  | Население, человек |
| ---- | ------------------ |
| 1991 | 0                  |
| 2001 | 16                 |
| 2011 | ↗ 28               |